# Jabberloop
I Jabberloop sono un gruppo musicale giapponese formato da cinque elementi, al sax Daisuke, alla tromba Makoto, alle tastiere Melten, al basso Yuki e alla batteria Yohei. Fanno musica jazz ed elettronica.

## Storia
Il gruppo si è formato nel 2004 a Kyoto, Giappone. Dopo aver suonato solo in Giappone, uno dei loro CD, Ugetsu, fu divulgato fuori dal Paese e catturò l'attenzione di Nik Weston che fece pubblicare il CD a Londra nel 2007. Grazie a lui, il gruppo ha fatto strada non solo in Giappone ma anche all'estero. Nel 2008 i Jabberloop pubblicarono un altro CD, Infinite Works, con le canzoni che avevano composto dopo il precedente album.
Nel 2009 uscì Check This Out, con cui raggiunsero il primo posto nelle classifiche jazz dell'iTunesStore giapponese. Nello stesso anno pubblicarono Ooparts e si guadagnarono un altro primo posto nella classifica jazz del tower records in Giappone. Allo stesso anno risale il loro più grande album Revenge of the Space Monster, uscito negli Stati Uniti dove pubblicarono il loro primo album dal vivo, Live at Blue Motion Yokohama in Giappone. Nel 2010 pubblicarono il loro terzo album completo, Sememoeru, scelto come miglior album jazz dell'iTunes Store giapponese. A fine 2010 collaborarono con il cantante hip hop Soft Lipa ed una delle canzoni cantate in collaborazione col cantante, Dental Driller, venne scelta come traccia nella playlist di Pro Evolution Soccer 2011. Nel 2011 hanno creato una sigla del gioco Final Fantasy, intitolata More SQ.